# Attila Borsos
Dans le nom hongrois Borsos Attila, le nom de famille précède le prénom, mais cet article utilise l’ordre habituel en français Attila Borsos, où le prénom précède le nom.
Attila Borsos, né le 16 juin 1966 à Budapest, est un ancien joueur de handball hongrois, évoluant au poste d'arrière droit. En club, il a notamment évolué dans cinq clubs français entre la fin des années 1980 et 2002. Avec l'équipe de Hongrie, il a participé à trois championnats du monde (1990, 1993 et 1995), aux Jeux olympiques de 1992 et au premier Championnat d'Europe en 1994.

## Biographie
Attila commence sa carrière au Budapest Spartacus puis rejoint en 1984 le Tatabányai Bányász. Entre 1988 et 1990, il tente sa première expérience à l'étranger au HBC Nantes qui accède à la Division 2, puis participe aux barrages d'accession en Division 1. Après avoir retrouvé pendant une saison Tatabánya, il signe au printemps 1991 à l'USAM Nîmes 30, club où il évolue lors des Jeux olympiques de 1992. Défendant ensuite les couleurs de l'HB Saint-Brice 95, club du Val-d'Oise, il permet au club d'accéder à la Nationale 1A en terminant meilleur buteur de Nationale 1B (D2). Après avoir débuté la saison 94/95 à Saint-Brice, il prend la direction en décembre 1994 du SO Chambery pour apporter son expérience à une équipe qui vient d'accéder à l'élite. Aux côtés du jeune Guillaume Gille et sous les ordres de Philippe Gardent à partir de 1996, il marque le club par son talent et son charisme et permet ainsi au club de devenir le 2e club français derrière le Montpellier Handball en étant vice-champion de France en 1998, 1999, 2000. Toutefois, il se blesse à l'épaule et doit quitter le club chambérien pour rejoindre 2000 le Villeurbanne HBA avec lequel il devient champion de D2 alors que Chambéry remporte son premier titre de Champion de France. Sa dernière saison, il la dispute à Tatabánya où il a pris sa retraite en 2003.
Parallèlement, il prépare sa reconversion et travaille chez Veolia qui va lui proposer en 2003 de poursuivre sa carrière en tant que directeur de Veolia Transport en Hongrie et occupe ce poste pendant 7 ans. Toutefois, il ne quitte pas complètement la planète handball puisqu'il est pendant de nombreuses années consultant pour la télé hongroise.
Sa femme, Edina Szabó (hu), était également une joueuse internationale hongroise de handball, plus tard une entraîneure à succès notamment auprès de l'Équipe de France féminine de handball. Ils ont eu deux enfants, Olivér Borsos (1990-2020), manager sportif et psychologue du sport et Robin Borsos né en 1993. Ensemble, ils ont créé le Handball Club Bourgetain, au Bourget-du-Lac, à la fin des années 1990.

## Palmarès

### En club
- Champion de Hongrie en 1985 (hu)
- Vice-champion de France en 1998, 1999, 2000 (avec SO Chambery)
- Champion de France de D2 en 2002 (avec Villeurbanne HBA)

### En équipe nationale
Jeux olympiques
- 7e place aux Jeux olympiques de 1992 de Barcelone,  Espagne

Championnats du monde
- 6e place au Championnat du monde 1990 en  Tchécoslovaquie
- 11e place au Championnat du monde 1993 en  Suède
- 17e place au Championnat du monde 1995 en  Islande

Championnats d'Europe
- 7e place au Championnat d'Europe 1994 au  Portugal

### Distinctions individuelles
- meilleur buteur de Nationale 1B (D2) en 1993 avec 166 buts[7]